# دیمن سالواتوره
دیمن سالواتور (به انگلیسی: Damon Salvatore) یک شخصیت داستانی در خاطرات خون‌آشام است.

وی برادر بزرگتر استیفن سالواتور است و در سال ۱۸۶۴ توسط خون کاترین پیرس (کاترینا پتروا) و با ضربه گلوله پدر تبدیل به خون‌آشام می‌شود. برادر کوچک‌تر وی استفن او را متقاعد به خوردن خون می‌کند تا فرایند تبدیل شدن کامل شود و به همین خاطر وی از برادر خود بسیار عصبانی است و نتیجه این کار باعث می‌شود نزدیک به یک قرن شکاف بین دو برادر ایجاد شود.

## علایق
- او علاقهٔ زیادی به کشتن و تغذیه از خون انسان‌ها دارد و از زمانی که به واسطهٔ برادرش استیفن به یک خون‌آشام تبدیل شده؛ هدف خود را در زندگی عذاب دادن مردم و به خصوص اذیت کردن برادرش قرار داده‌است.
- وی دائماً در حال نوشیدن الک است و به بوربن علاقه خاصی دارد.
- دیمن به رقص علاقه زیادی دارد.
- کتاب محبوب او «آوای وحش» جک لندن است.
- او علاقه خاصی به رانندگی و ماشین‌های کلاسیک دارد.

## بازگشت به میستیک فالز
دیمن سالواتوره هنگام بازگشت به میستیک فالز آن‌ها بعد از پانزده سال استفن را می‌بیند و این به خاطر رابطه تلخ بین آنهاست. هدف دیمن از آمدن به میستیک فالز آزاد کردن کاترین پیرس است، خون‌آشامی که او را تبدیل کرده و دیمن عاشق اوست.

دیمن بعد از اینکه متوجه می‌شود کاترین قبلاً از معبد فرار کرده و هیچوقت نیز او را دوست نداشته، با استفن و همزاد کاترین، الینا گیلبرت همراه می‌شود. او در این راه عاشق الینا شده و تماماً سعی در محافظت از او دارد.

وی با کلانتر شهر، الیزابت فوربس مادر کرولاین فوربس دوستی دارد و به او در کارها کمک می‌کند، دیمن و کلانتر فوربس رؤسای انجمن مؤسسان هستند.

## خانواده
- پدر: دیمن و استفن یک پدر متعصب به نام گوسپ سالواتوره داشتند که استفن پس از تبدیل شدن به خون‌آشام او را می‌کشد.
- مادر: مادر آن‌ها لیلیان «لیلی» سالواتوره در هنگام ۱۸ سالگی دیمن بر اثر بیماری سل مرده بود، تا زمانی که در فصل ۶ مشخص شد که در واقع تبدیل به خون‌آشام شده و در دنیای دیگری زندانی شده‌است.
- زک سالواتوره: زک عموزادهٔ استفن و دیمن است. نامزد حاملهٔ او در ۱۰ می ۱۹۹۴ توسط دیمن به قتل رسید و او از ملک سالواتوره‌ها نگهداری می‌کرد تا زمانی که توسط دیمن کشته شد.
- سارا سالواتوره: سارا دختر زک سالواتوره است که توسط استفن نجات داده شده و توسط خانواده‌ای دیگر بزرگ می‌شود. او در رشتهٔ هنر تحصیل می‌کند و دیمن از وجود او بی‌اطلاع است.
- استفانی سالواتوره و دیگر فرزندان:در قسمت ۱۰ میراث(Legacies 2018)دختر الاریک در آرزوهای خود به فرزندان دیمن و الینا اشاره می‌کند{ اسمی شبیه برادر فوت شده خود روی فرزندش گذاشته}

## درباره
- دیمن متولد دهه ۱۸۴۰ است.
- او در ارتش متفقین خدمت کرده‌است.
- دیمن و برادرش استفن علاقه عمیقی به خون‌آشامی به نام کاترین داشته‌اند. کاترین با هر دوی آن‌ها بازی کرده و آن‌ها را تبدیل کرده که این بازی را تا ابد ادامه دهد.
- حلقهٔ روشنایی روز او توسط جادوگری به نام امیلی بنت ساخته شده‌است.
- او لباسهای تیره می‌پوشد، چکمههای سیاه، جین مشکی و پیراهن مشکی، و گاهی اوقات تی شرت یا لباسی با دکمههای باز، و به ندرت بدون کاپشن چرمی اش دیده می‌شود.
- او معمولاً در هر زمان در حال نوشیدن الکل دیده می‌شود، بخصوص در زمان بدخلقی و ناراحتی.
- او یک کمد پر از کاپشنهای چرم مشکی دارد.
- نوشیدنی الکلی محبوب او بوربون است.
- دیمن بیشترین تعداد شخصیت را در سریال کشته‌است.
- دیمن تابحال با هر شخصیتی که سعی در کشتن او داشته، دوست شده‌است به جز کلاوس.
- وی به کودکان علاقه زیادی ندارد.
- او توسط یک همزاد (کاترین) تبدیل شده‌است و همزاد دیگر (الینا) را تبدیل کرده‌است.
- او شخصیت‌ها را برحسب ظاهر یا کاری که انجام می‌دهند می‌خواند، استیفن = هیرو هِیر ربکا = باربی کلاوس، کارولاین = مو طلایی یا بلوندی، بانی= جادوگر کوچولو و جرمی = گیلبرت کوچولو …
- دیمن با وجود ظاهر خشن و بی احساسی که دارد و و تنفری که وانمود می‌کند از برادرش دارد به شدت روی او حساس است و ارتباط عمیقی با برادر کوچکترش دارد که تا فصول آخر مشخص نمی‌شود وی در قسمت آخر برای فدا کردن جان خود آماده بود اما برادرش از او پیشی گرفت